# Chancellerie d'État de Bavière

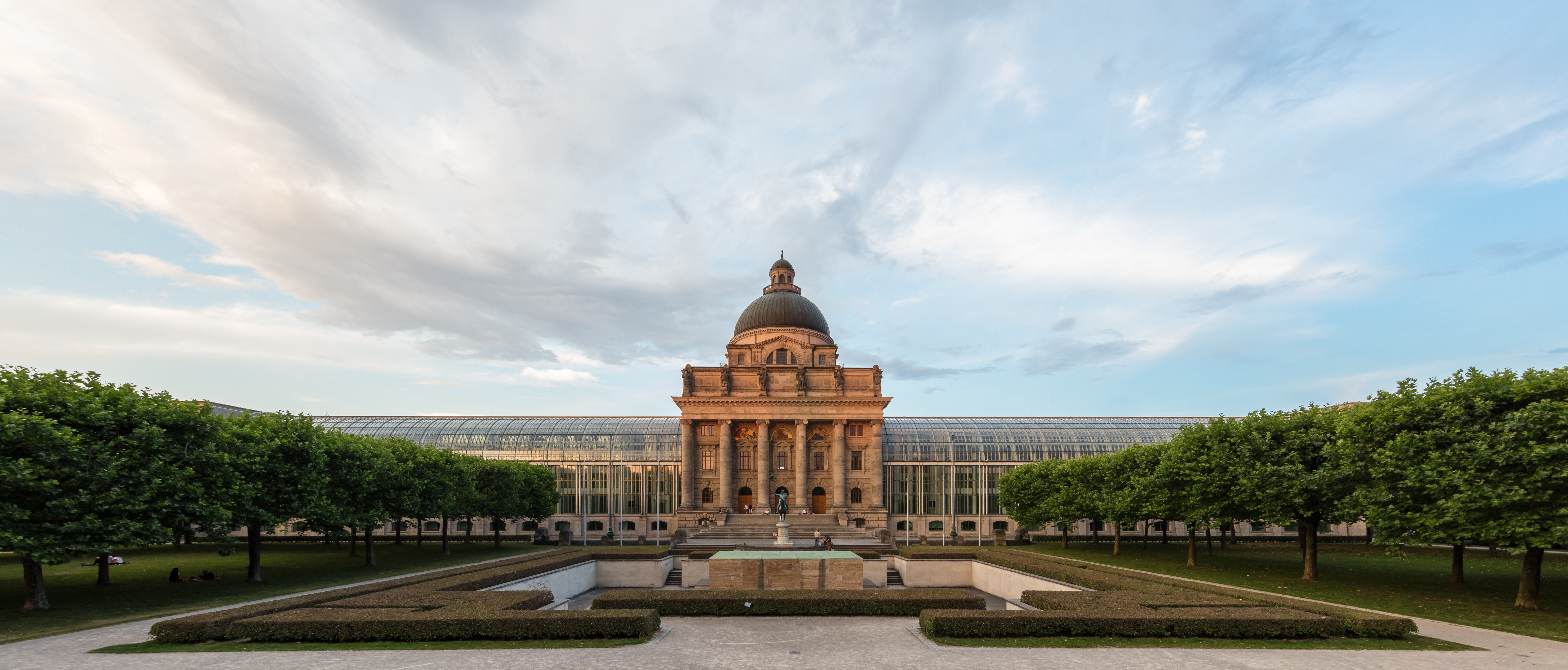
Vue générale du bâtiment

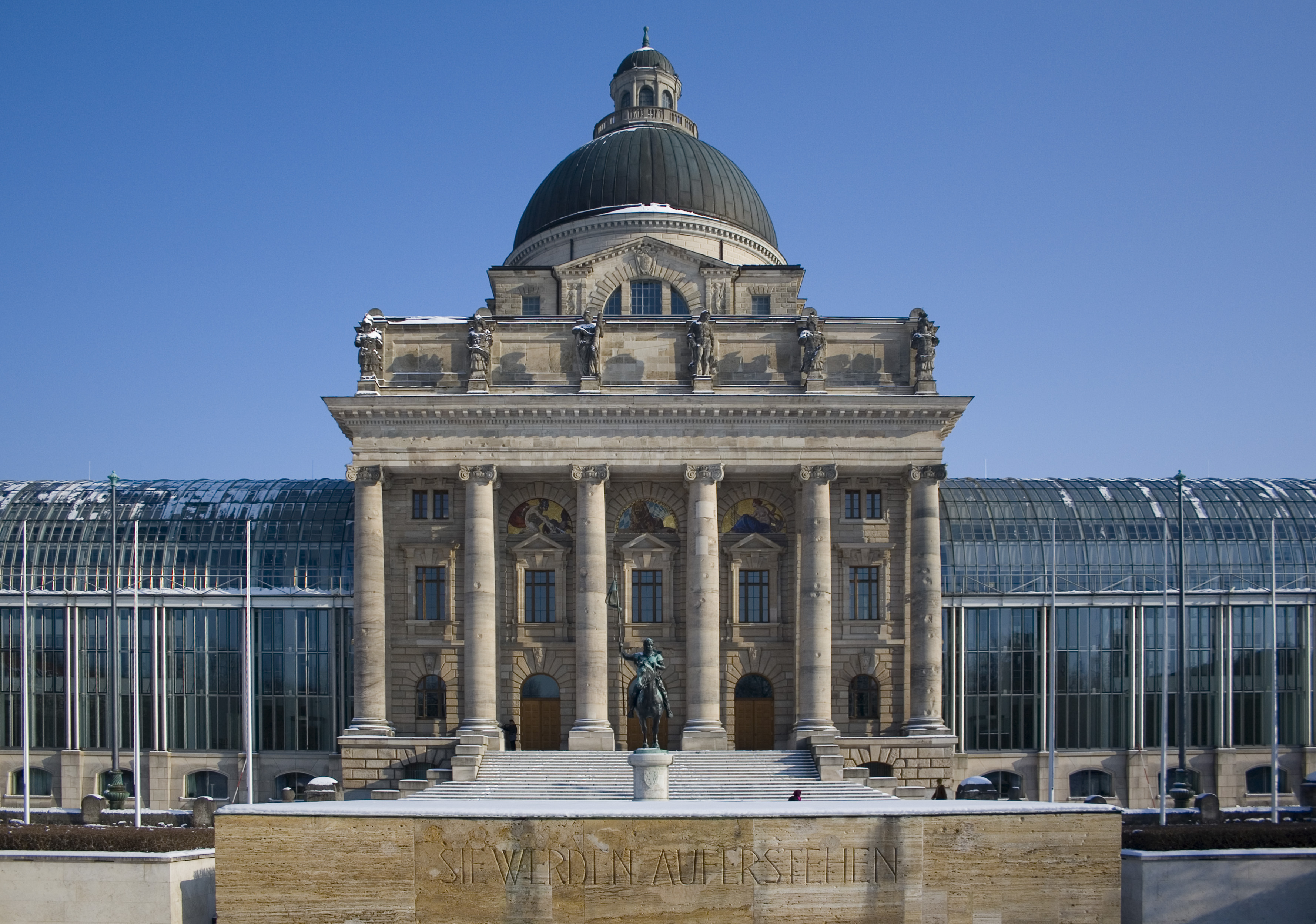
Vue de la façade du bâtiment

Bayerische Staatskanzlei est le nom de la Chancellerie d'État de Bavière ainsi que du bâtiment qui l'héberge.

## Institution
La Chancellerie d'État de Bavière fait office de bureau exécutif du ministre-président de Bavière comme chef du gouvernement. La fonction principale de la Chancellerie est d'assister le ministre-président dans la coordination des activités du gouvernement de l'État bavarois, à l'instar de la Chancellerie allemande au niveau fédéral. La Chancellerie d'État est représentée par des missions bavaroises dans la capitale allemande Berlin et auprès de l'Union européenne à Bruxelles.

## Bâtiment
Bayerische Staatskanzlei est également le nom du bâtiment de Munich qui abrite les bureaux de la chancellerie. La chancellerie d’État bavaroise ou l’autorité qui l’a précédée a eu plusieurs sièges officiels au cours de l’histoire :
- 1813-1945 : Palais Montgelas, Promenadeplatz[2]
- 1945-1993 : ancienne légation prussienne, Prinzregentenstraße (actuel centre culturel polonais de Munich)
- 1968 à aujourd’hui : Palais Prinz-Carl, Prinzregentenstraße (résidence du Ministre-président)
- 1993 à aujourd’hui : ancien musée de l’armée bavaroise, Hofgarten, Munich (siège actuel)

Le siège actuel a été érigé de 1989 à 1993 autour de la coupole centrale de l'ancien musée de l'armée bavaroise, construit en 1905 sur le site de la caserne Hofgartenkaserne et démoli pendant la Seconde Guerre mondiale. Le musée fut ensuite transféré au Nouveau Château d'Ingolstadt.

### Ancien bâtiment du musée de l'Armée
Avant les dégâts de la Seconde Guerre mondiale, le musée de l’armée bavaroise, construit entre 1900 et 1905, se trouvait sur le site de l’actuelle chancellerie d’État, et avant sa construction la caserne Hofgarten. En référence au Festsaalbau voisin de Leo von Klenze de la Résidence de Munich, le bâtiment du musée de l'armée bavaroise était également influencé par l'architecture italienne de la Haute Renaissance. L'architecte était Ludwig Mellinger. Le dôme monumental, le premier en Europe à être construit en béton, abritait une salle centrale, un « Hall of Fame », d'une hauteur de 32 mètres. Après leur destruction pendant la Seconde Guerre mondiale, les deux ailes latérales furent démolies et le bâtiment central resta en ruine pendant des décennies. Cependant, en 1982, le dôme avec sa couverture en cuivre a été restauré.

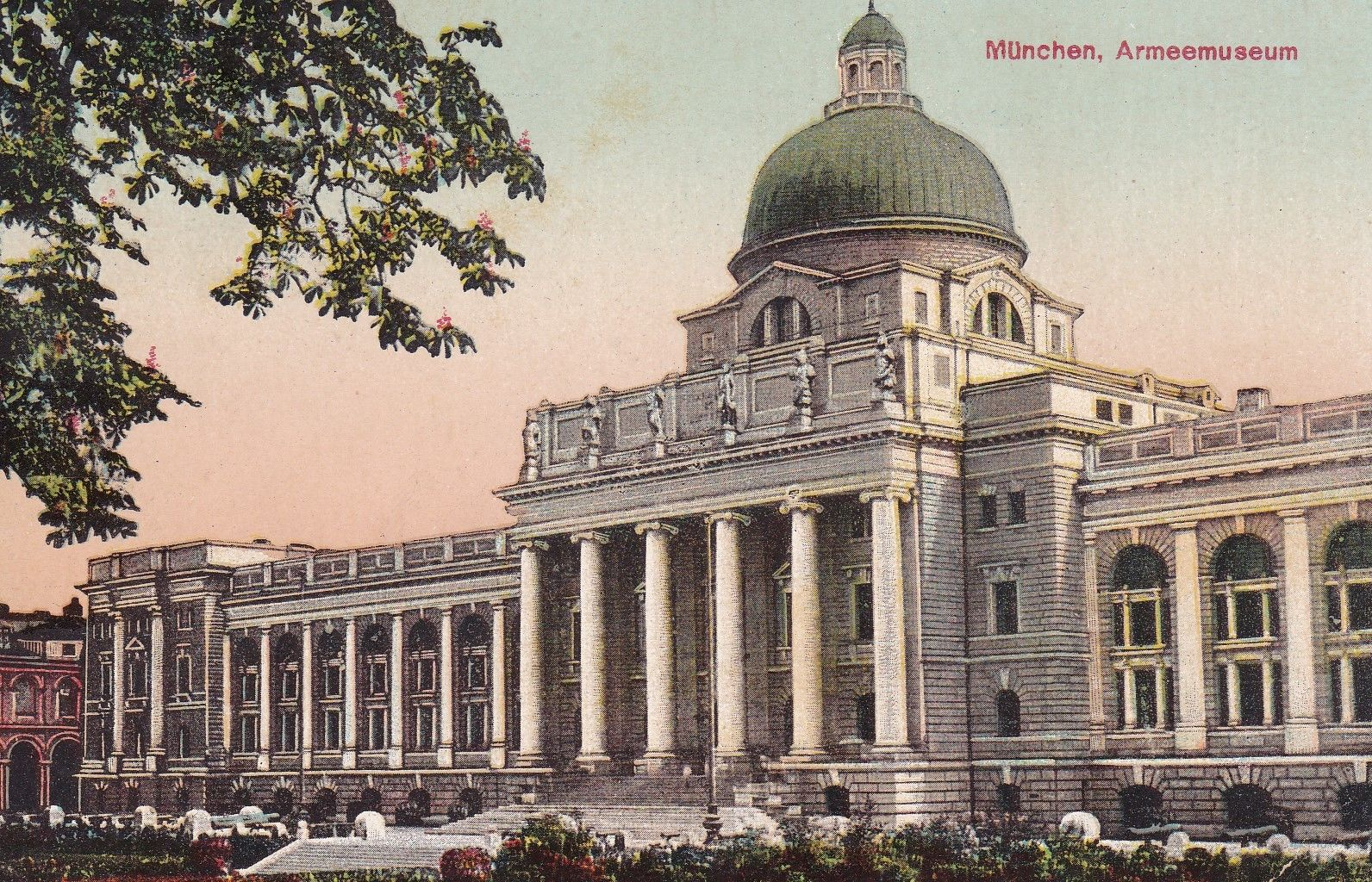
Musée de l'Armée Bavaroise (1904)
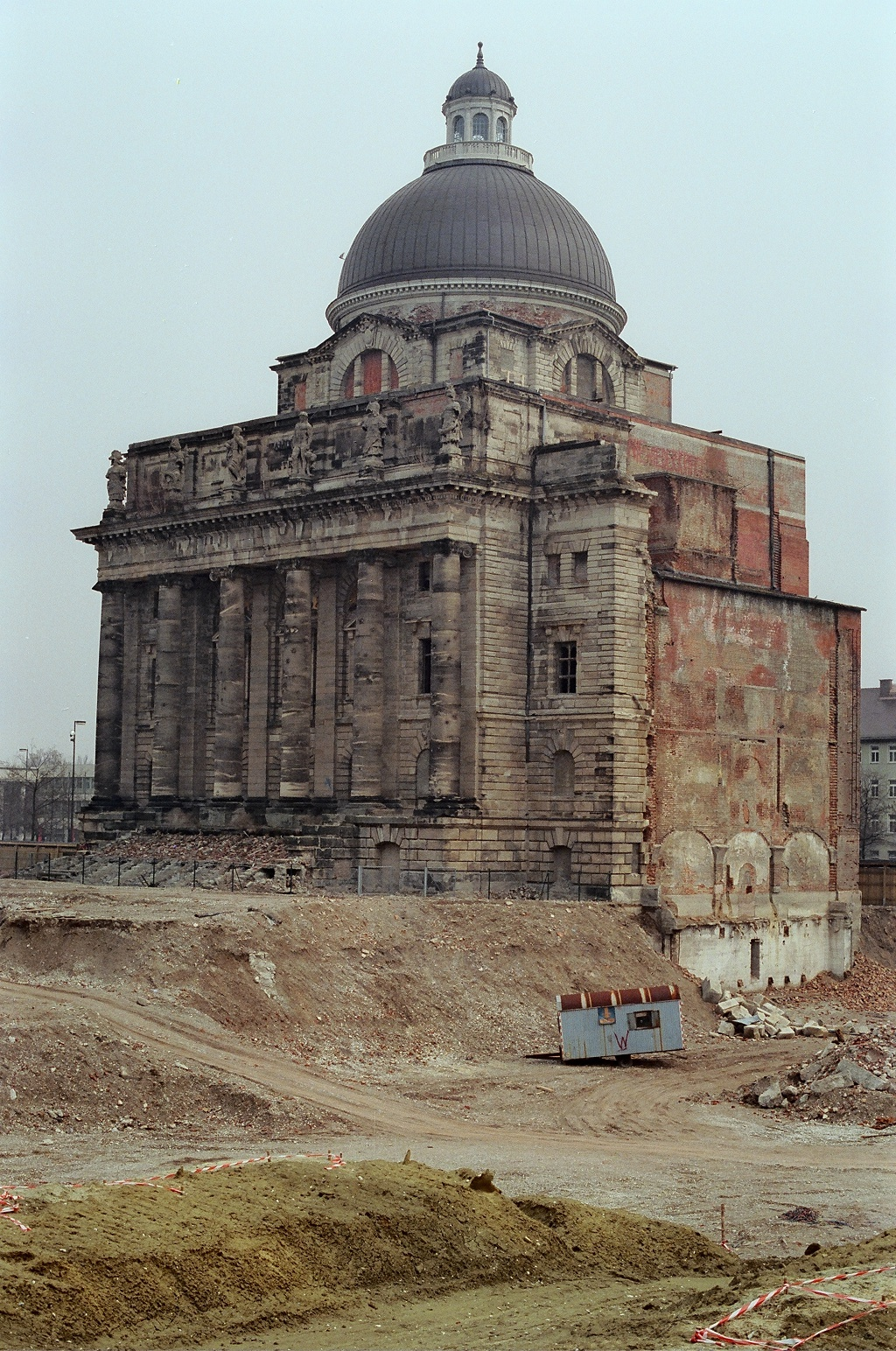
Ruine du Musée de l'Armée (1987)
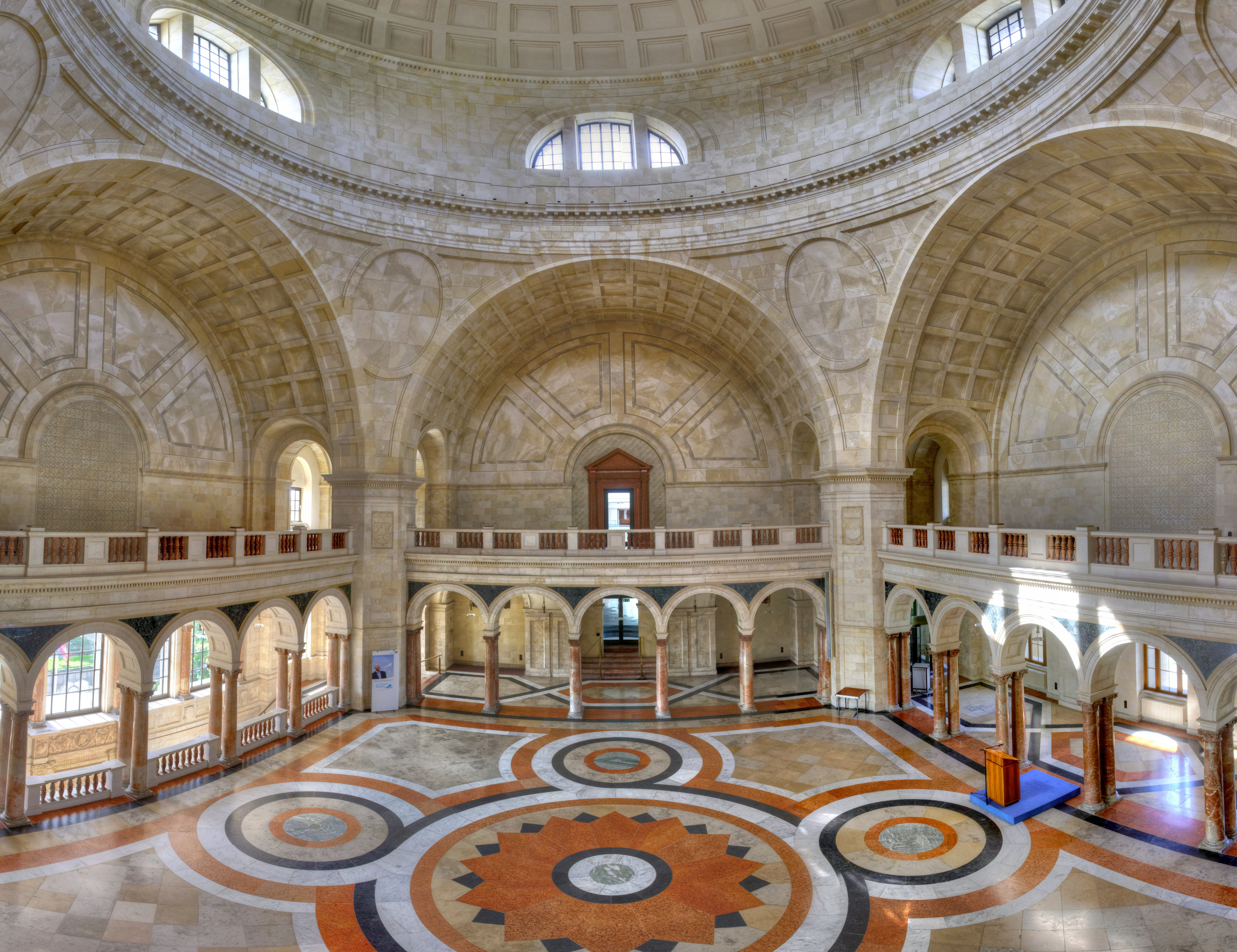
Partie centrale restaurée
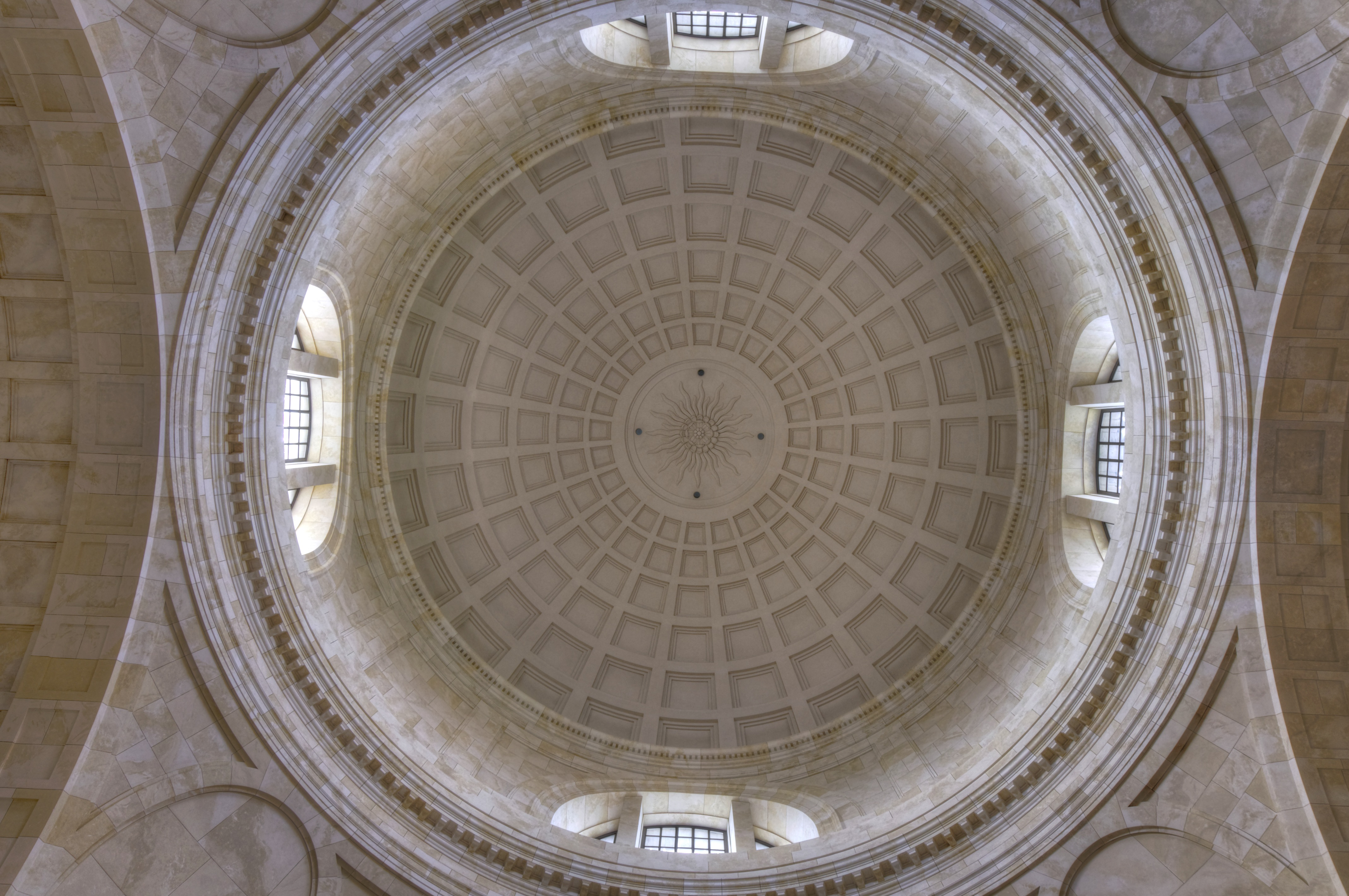
Coupole restaurée
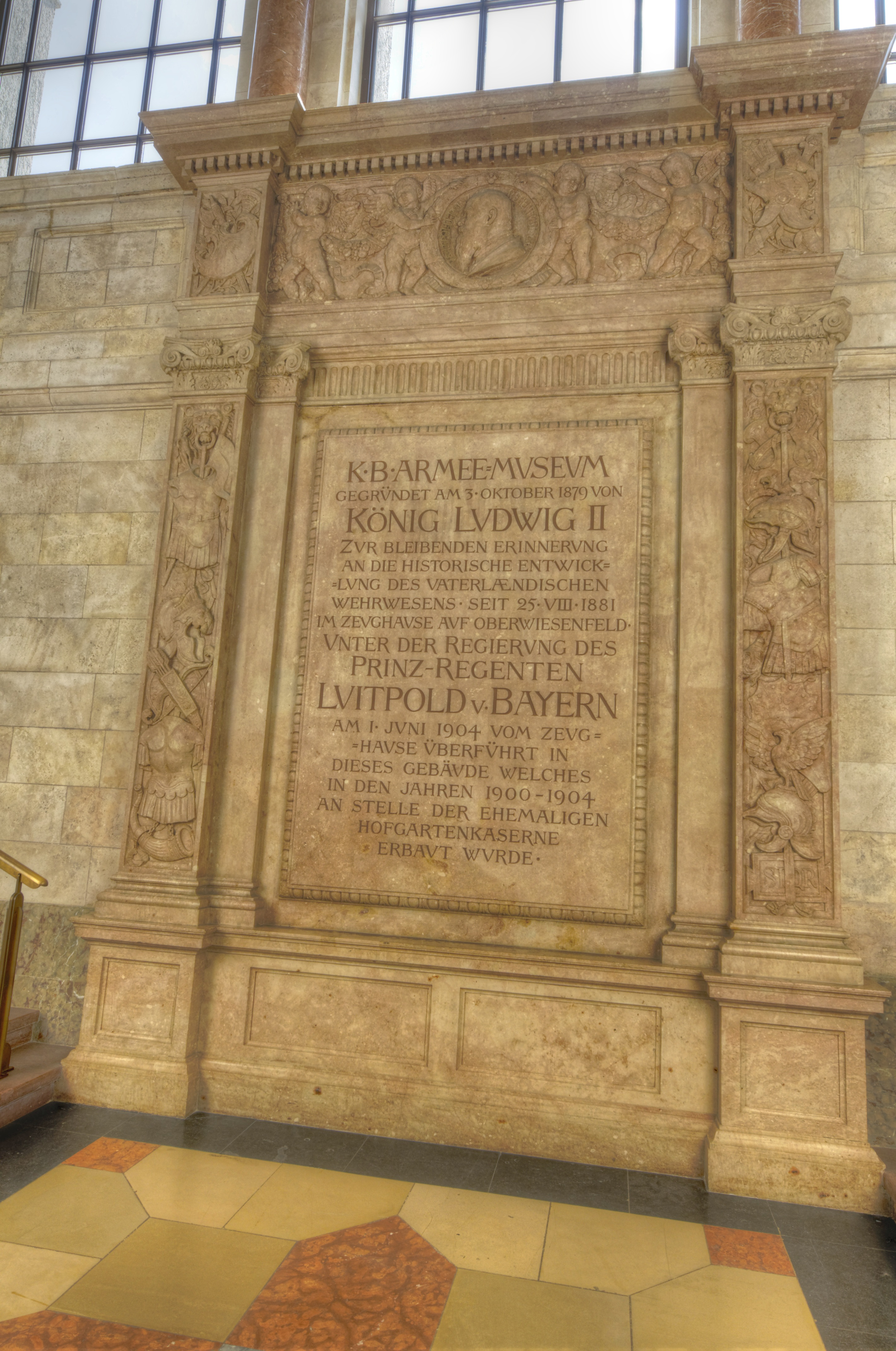
Plaque commémorative du Musée de l'Armée

### Nouvelles ailes
En 1982, l’équipe d’architectes Diethard J. Siegert et Reto Gansser a remporté un concours d’architecture pour le nouveau bâtiment de la Chancellerie d’État. Le bâtiment en forme de dôme de l’ancien musée de l’armée, rénové en 1982, a été conservé comme élément central de la nouvelle construction, tandis que les vestiges d'arcades Renaissance du Hofgarten ont été intégrés au nouveau bâtiment. En 1989, la construction du parking souterrain a commencé, et en 1993, le Premier ministre de Bavière, Edmund Stoiber, a emménagé dans sa nouvelle résidence officielle. 
Les deux nouvelles ailes sont recouvertes sur toute la longueur d'escaliers vitrés dans le style des échelles de Jacob, donnant l'impression d'escaliers de bateau. À la demande du Premier ministre de l'époque, Max Streibl, un espace intime avec des boiseries et des meubles en bois a été aménagé après la salle de réception du Premier ministre, qui a fait sensation en raison de ses coûts élevés. Le bâtiment s'étend sur environ 8.800 m². Devant le côté ouest de la cour se trouvent le monument aux morts et la statue équestre du duc Otto I Wittelsbach.

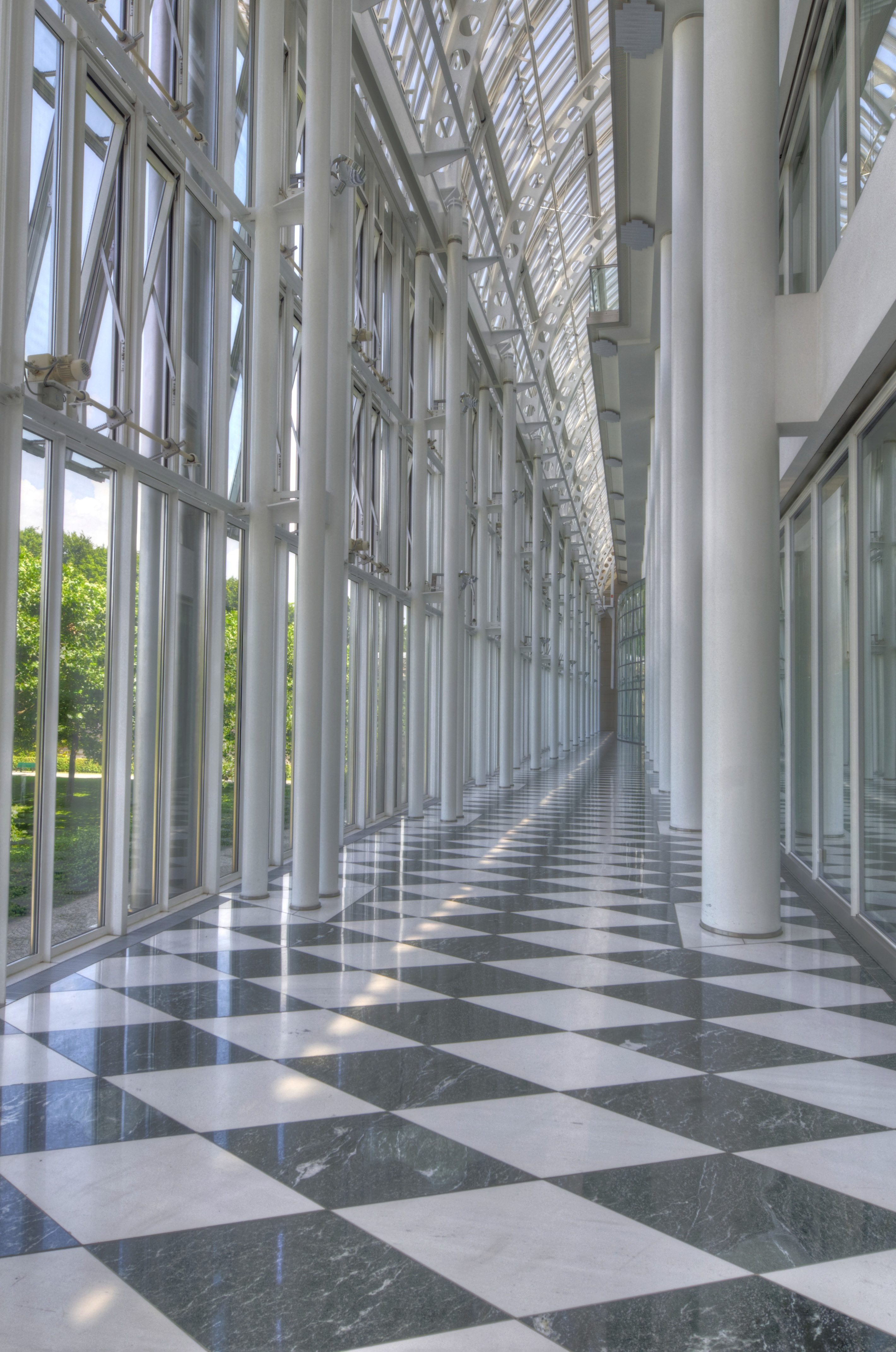
Foyer
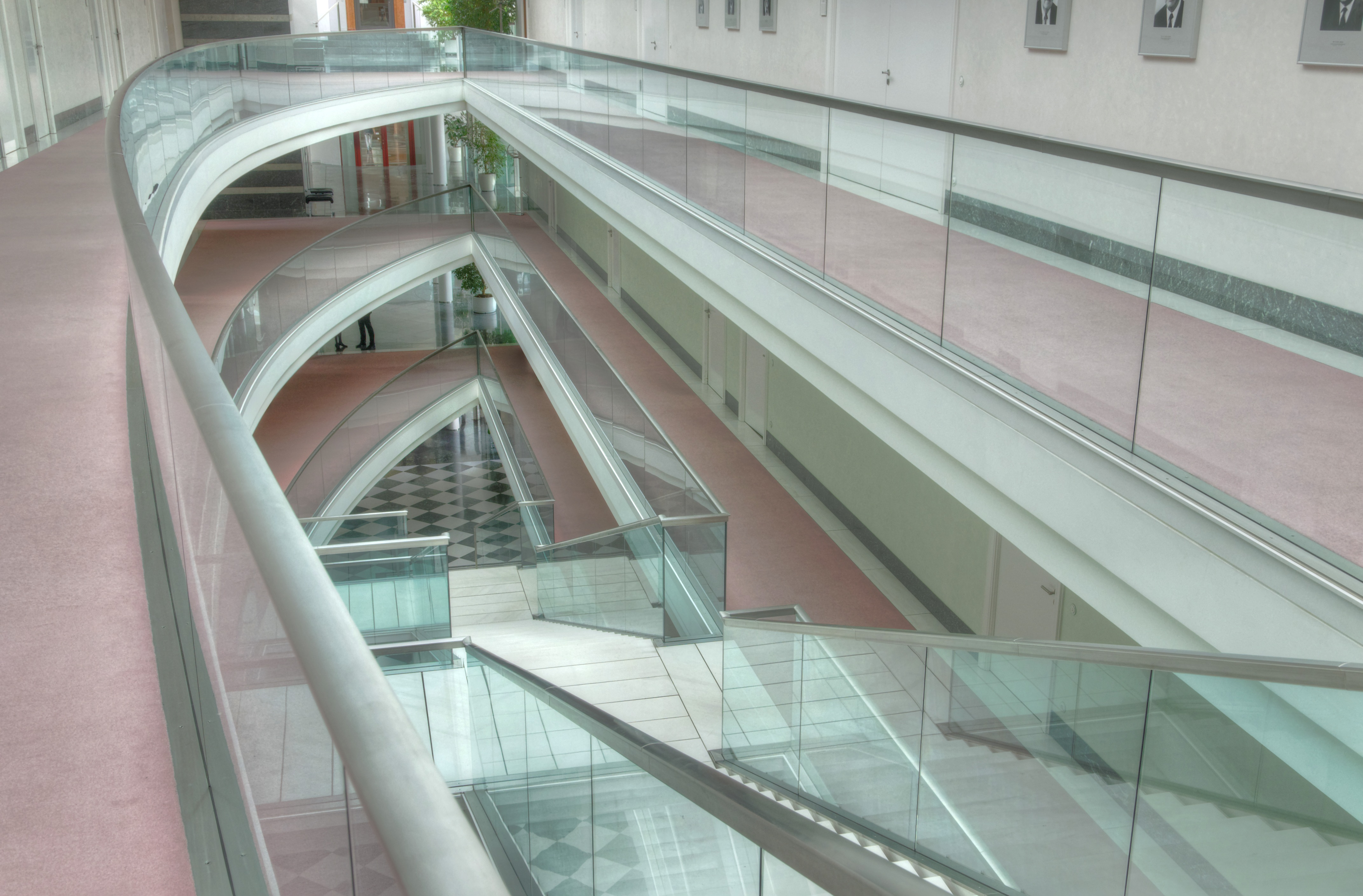
Cage d'escalier
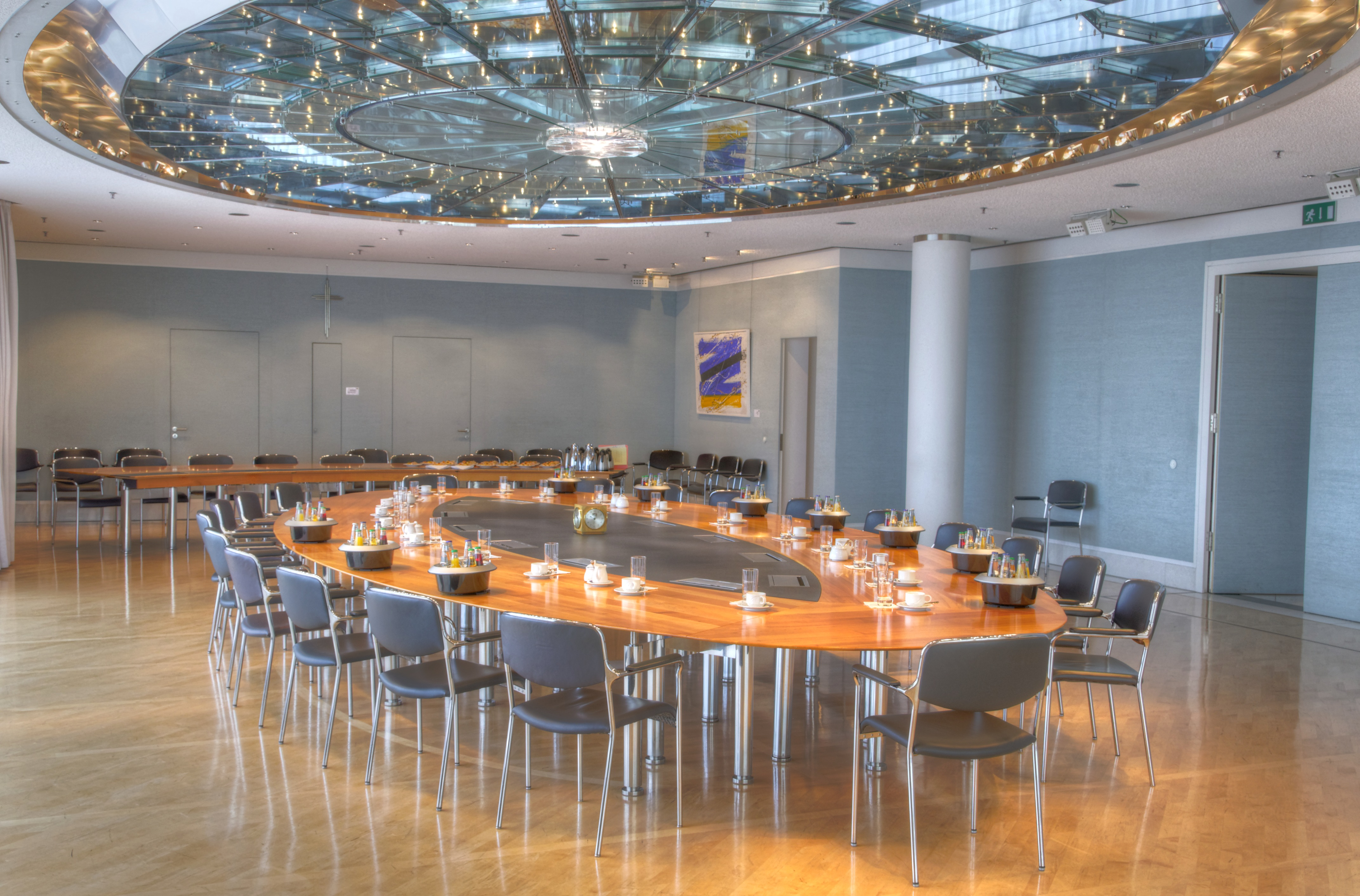
Salle du Cabinet
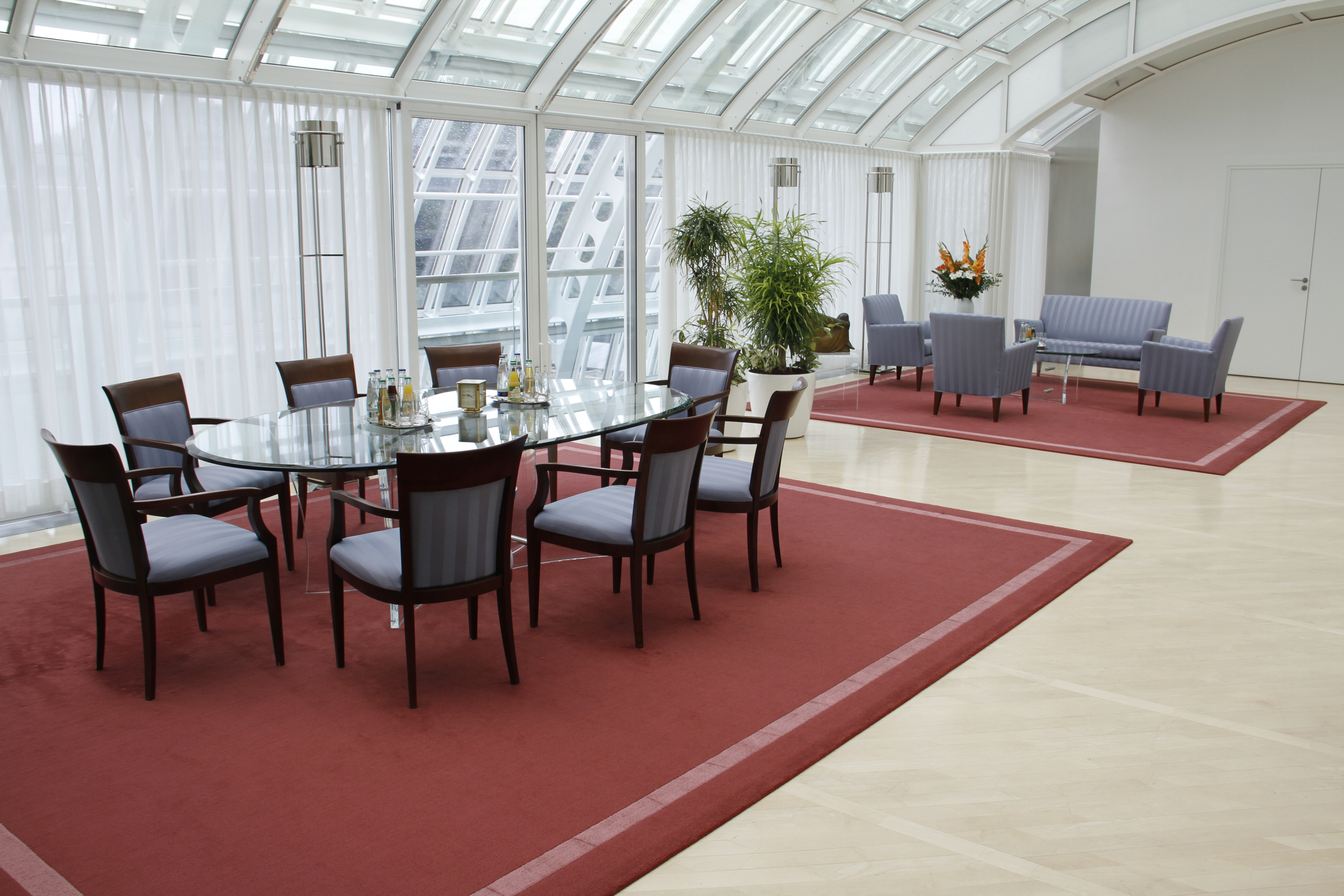
Salle du Ministre-Président
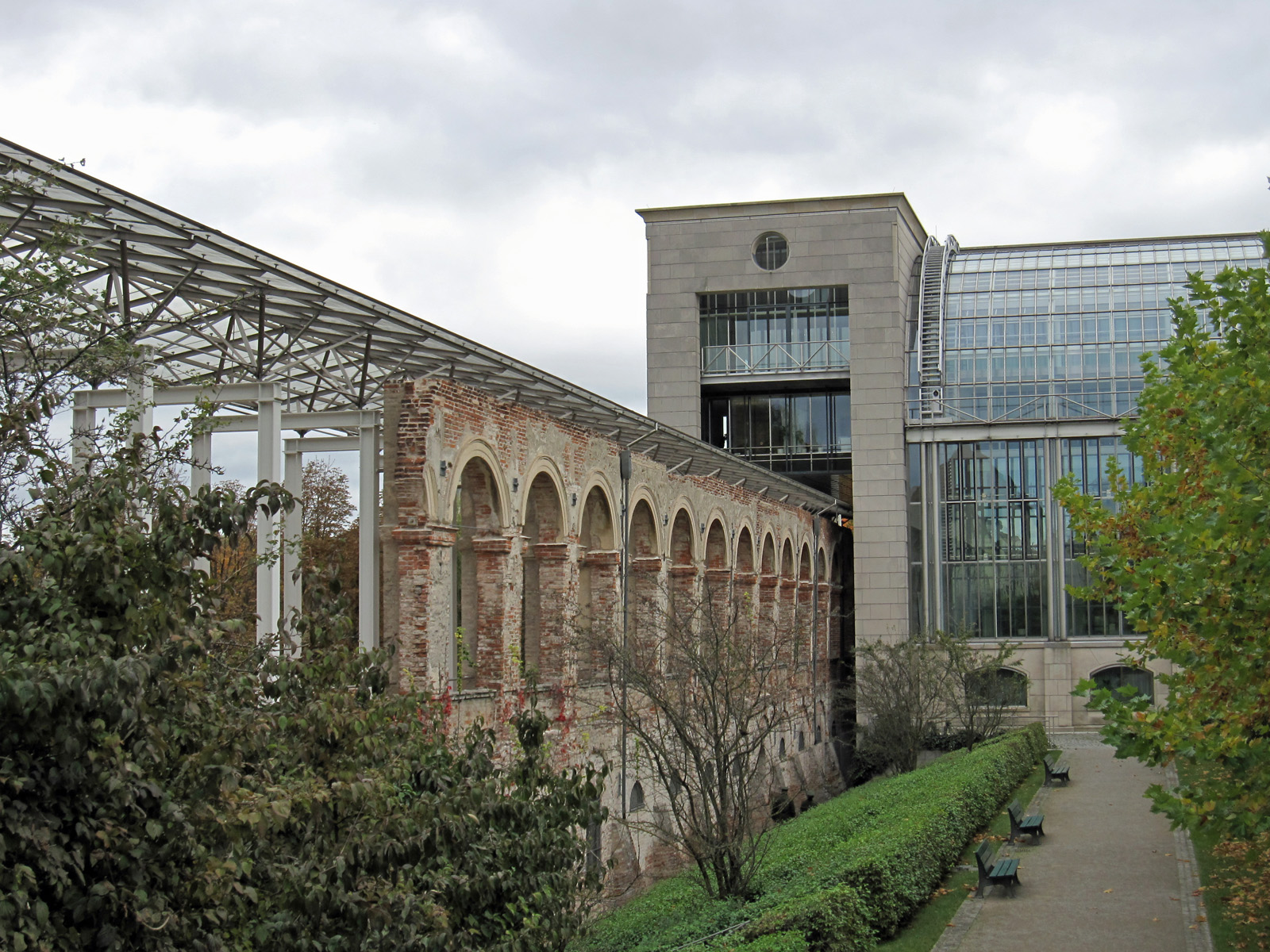
Vestiges d'arcades